# Schleifbachtal südwestlich Nettersheim
Koordinaten: 50° 29′ 1″ N, 6° 36′ 50″ O

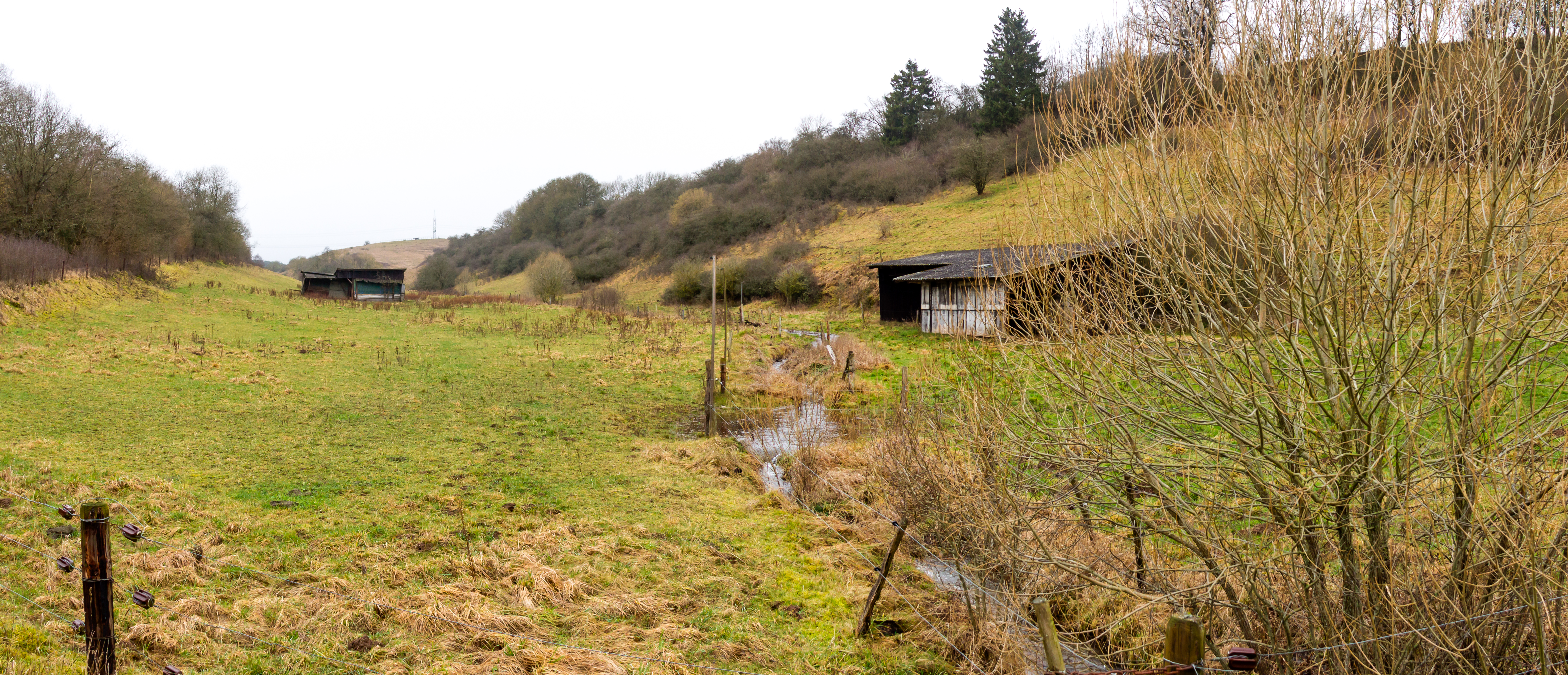
Naturschutzgebiet Schleifbachtal südwestlich Nettersheim (Februar 2016)

Das Naturschutzgebiet Schleifbachtal südwestlich Nettersheim liegt auf dem Gebiet der Gemeinde Nettersheim im Kreis Euskirchen in Nordrhein-Westfalen.
Das Gebiet erstreckt sich südwestlich des Kernortes Nettersheim entlang des Schleifbaches, der in die unweit östlich fließende Urft mündet. Nordwestlich verläuft die Landesstraße L 205.

## Bedeutung
Für Nettersheim ist seit 1990 ein 31,60 ha großes Gebiet unter der Kenn-Nummer EU-033 als Naturschutzgebiet ausgewiesen. Das Gebiet wurde unter Schutz gestellt, um den Lebensraum für sehr viele nach der Roten Liste in Nordrhein-Westfalen gefährdete Tier- und Pflanzenarten zu erhalten.